# Čornomors'k
Čornomors'k (in ucraino Чорноморськ?, in russo Черноморск?, Černomorsk; fino al 2016 Illičivs'k) è una città ucraina (57 983 abitanti) nel distretto di Odessa, nell'oblast' di Odessa. Ospita l'amministrazione della comunità territoriale di Čornomors'k, una delle comunità territoriali dell'Ucraina.
Fino al 18 luglio 2020 Čornomors'k costituiva una città di rilevanza regionale e fungeva da centro amministrativo del comune di Illičivs'k. Come parte della riforma amministrativa dell'Ucraina, che ridusse a sette il numero di distretti dell'oblast' di Odessa, la città fu integrata nel distretto di Odessa.

## Geografia
Čornomors'k è situata sulla costa del mar Nero, presso il liman Suchyj, a 22 km a sud di Odessa.

## Storia
Nel 1952 avviarono la costruzione di un nuovo porto ad una ventina di km a sud di Odessa, presso il liman Suchyj, concepito come hub della Compagnia di Navigazione del Mar Nero, allora la principale compagnia di navigazione del mondo. Attorno a questo nuovo scalo portuale fu costruita un nuovo insediamento urbano, pensato come città satellite di Odessa, chiamato Illičivs'k in omaggio a Vladimir Il'ič Ul'janov.
Il 12 novembre 2015 l'assemblea cittadina votò per cambiare il toponimo in Čornomors'k in virtù della legge emanata dal presidente ucraino Petro Porošenko che imponeva il cambio di tutta la toponomastica legata all'epoca sovietica e al comunismo.

## Economia
Čornomors'k è un importante centro portuale la cui economia è prettamente vincolata alle attività marittime e al loro indotto. Dal porto parte un servizio di traghetti ferroviari per lo scalo bulgaro di Varna.